# マリア・ルイサ・デ・シルバ・イ・フェルナンデス・デ・エネストローサ

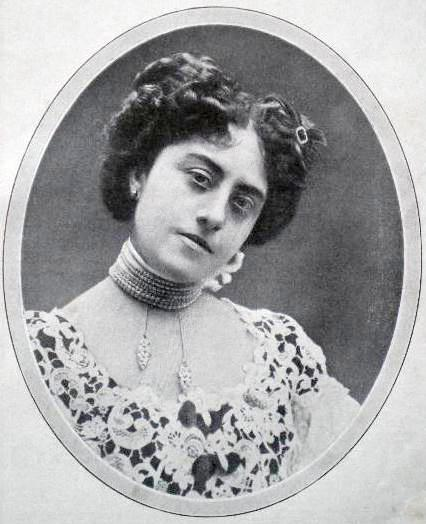
タラベラ公爵夫人、1914年、カウラク撮影

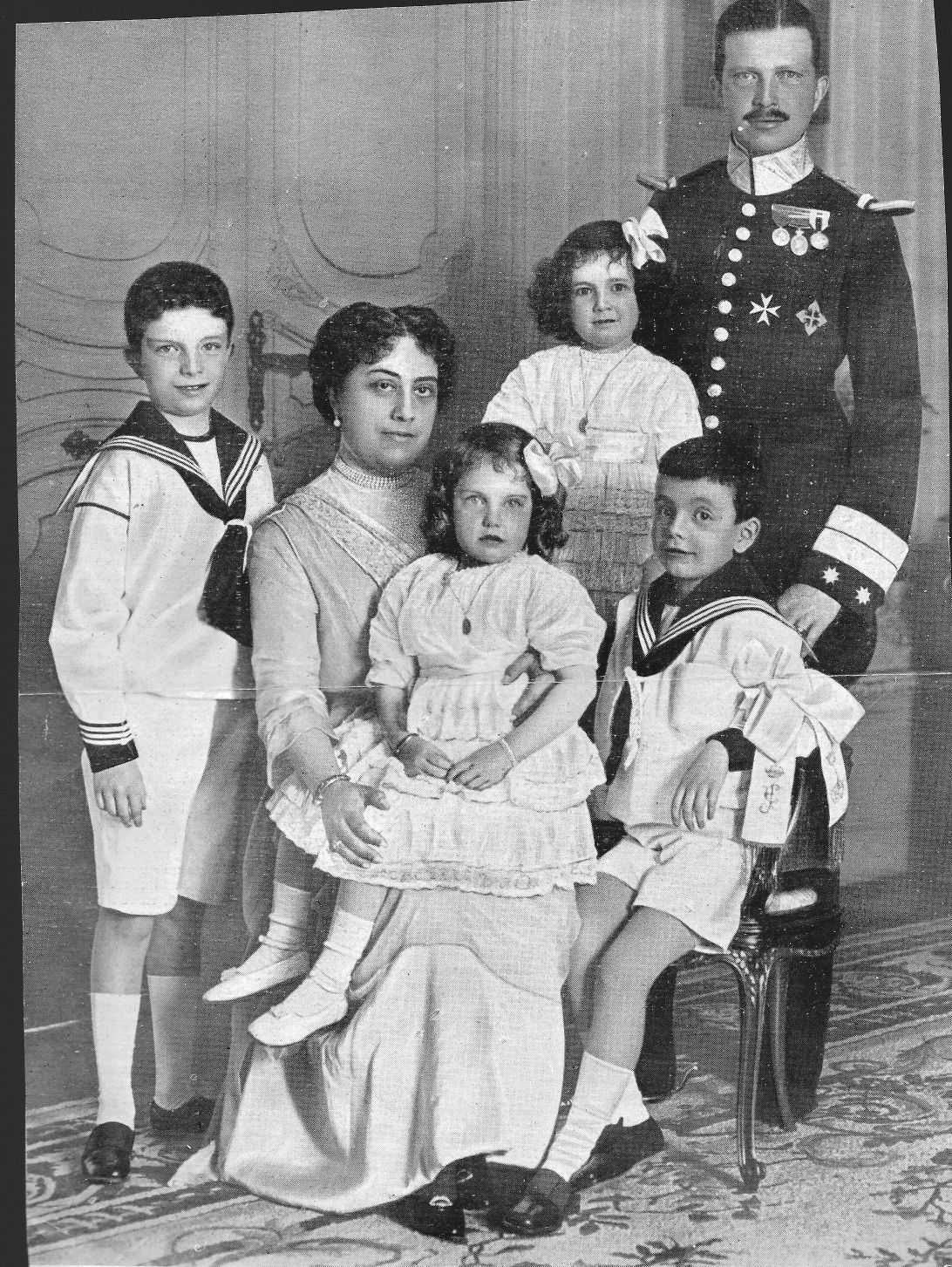
フェルナンド王子一家、1918年、タラベラ公爵夫人は王子と先妻の末娘ピラールを抱いている

マリア・ルイサ・デ・シルバ・イ・フェルナンデス・デ・エネストローサ（María Luisa de Silva y Fernández de Henestrosa, 1880年12月3日 マドリード - 1955年4月2日 マドリード）は、スペインの貴族女性、宮廷女官。結婚に伴いスペイン王室の一員となり、スペイン王女（Infanta de España）の称号を授けられた。

## 生涯
第11代サンタ・クルス侯爵の息子であった第10代ピエ・デ・コンチャ伯爵ルイス・デ・シルバ・イ・フェルナンデス・デ・エネストローサと、第8代ビジャダリアス侯爵の娘であったマリア・デ・ロス・ドロレス・デ・エネストローサ・イ・フェルナンデス・デ・コルドバの間の第2子・長女。
1914年10月1日、バスク州ギプスコア県オンダリビアにおいて、スペイン王アルフォンソ13世の次姉で1912年に亡くなったマリア・テレサ王女の寡夫であったフェルナンド王子と結婚した。非王族出身者であるマリア・ルイサは貴賤婚配偶者として扱われ、結婚に先立つ1914年6月25日、国王によりタラベラ・デ・ラ・レイナ女公爵の爵位及び「王家の殿下」より1ランク下位である「（単なる）殿下」の敬称を授与され、この事実は9月2日付の官報で公表された。またフェルナンドは同年6月29日に、貴賤婚を根拠に父系のバイエルン王国の王位継承権を放棄しているが、継承権自体は第一次世界大戦後のドイツ革命と共に無意味なものとなった。夫妻の間に子供はなかった。
1927年5月17日、マリア・ルイサはアルフォンソ13世王の特旨により、スペイン王女の称号及び王家の殿下を授けられ、夫と同格の正式なスペイン王族身分に昇格した。王は勅許状の中で、「朕の最愛の姉マリア・テレサ王女の子女に対する教育と監護に尽くすその人徳に対する感謝」を昇叙の根拠に挙げている。マリア・ルイサの死後、タラベラ公爵位は彼女自身の甥の子孫に譲られた。

## 引用・脚注
1. 1 2 3 4  Huberty, Michel; Giraud, Alain; Magdelaine, F. and B. (1985). L'Allemagne Dynastique, Tome IV -- Wittelsbach. France: Laballery. pp. 465–466, 473. ISBN 2-901138-04-7